# Dorothy Anne Kelly
Dorothy Kelly (Coleraine, Reino Unido, 1959) es catedrática en el Departamento de Traducción e Interpretación, del que también ha sido Secretaria, de la Facultad de Traducción e Interpretación de la Universidad de Granada y, desde 2008, es Vicerrectora de Relaciones Internacionales y Cooperación de Desarrollo de la misma.También es coordinadora de la Alianza Universitaria europea Arqus.
Estudió la titulación de Traducción e Interpretación en la Universidad Heriot-Watt y se doctoró en la Universidad de Granada. Investiga principalmente sobre el diseño curricular y la didáctica de la traducción, la direccionalidad en traducción y la interculturalidad y es investigadora y la responsable en el grupo AVANTI (Avances en Traducción e Interpretación, HUM-763).
Perteneció al comité de expertos de la Dirección General de Traducción de la Unión Europea para el diseño e implantación del Máster Europeo de Traducción.